# جوزيف سماحة
جوزف نصري سماحة  (بالفرنسية: Joseph Samaha)‏ (1949 - 2007)، صحافي لبناني. ولد في الخنشارة قبل أن ينتقل مع امه وشقيقه الأصغر الی بلدة بينو العكارية عندما كان في الرابعة من عمره وبعد وفاة والده.
 علی الرغم من فقر العائلة، عملت امه بكد وتمكن سماحة من الانتساب الی مدرسة الفرير الكاثوليكية في بيروت حيث انهی دراسته الثانوية. بعدها انتقل الی الجامعة اللبنانية حيث نال الليسانس في الفلسفة عام 1972.
خلال دراسته في كلية الاداب في بيروت، التحق سماحة بحزب العمال الثوري العربي قبل أن ينضم الی منظمة العمل الشيوعي في لبنان عام 1972 اثر خلافٍ مع ياسين الحافظ علی الموقف من المقاومة الفلسطينية. خلال سنواته المعدودة في منظمة العمل، التحق باسرة تحرير مجلة الحرية الاسبوعية، التي شكلت أول تجربة له في رئاسة تحرير مطبوعة صحفية، قبل أن ينتقل منها الی رئاسة تحرير جريدة الوطن الناطقة باسم الحركة الوطنية اللبنانية عام 1978-1980. وفي هذه الفترة عمل سماحة أيضاً في جريدة السفير من العام 1974 وحتی 1978، ومن العام 1980 وحتی 1984.
حاز سماحة علی دبلوم دراسات معمقة في العلوم السياسية في باريس العام 1981 عاد اثرها الی لبنان قبل أن يغادر مجدداً الی فرنسا عام 1984 لاكمال دراسته الجامعية التي ما لبثت ان اغرته عنها الصحافة. ففي باريس عمل مديراً للتحرير في مجلة اليوم السابع، المؤيدة لمنظمة التحرير الفلسطينية، الی جانب الكاتب الفلسطيني بلال الحسن. وكانت تلك أطول تجربة صحفية له حيث بقي في هذا الموقع حتی العام 1991. في باريس كانت له أيضاً تجربة صحفية قصيرة مع فواز طرابلسي في مجلة زوايا التي اسساها سويةً وتولی إخراجها إميل منعم، الذي رافق جوزف لاحقاً في صحيفة الأخبار اللبنانية. كانت لزاويا نفحة ثقافية حيث افردت زاوية خاصّة لنقد الاستغراب، أي كيف ينظر الشرقيّون إلى الغرب، بديلاً من نقد الاستشراق، بالإضافة الی زوايا اخری خاصة للمرأة ولفن التصوير وثقافة العين، والثقافة الشعبية. إلا أن سعي المجلة لان تكون مستقلة التمويل ادی الی انتهاء التجربة قبل إصدار العدد الرابع المخصَّص لقضايا المرأة العربية.
التحق سماحة بجريدة الحياة في العام 1992 حيث أصبح لاحقا نائباً لرئيس التحرير، قبل أن يشغل مركز مدير تحرير في جريدة السفير من العام 1995 وحتی 1998 حين انتقل مجدداً الی الحياة. ترأس الدائرة السياسية في مقرها لندن قبل أن ينتقل الی لبنان عام 2000 عندما عُين مديراً لمكتبها في بيروت. عاد الی جريدة السفير عام 2001 كرئيس تحرير قبل أن يتركها للمرة الأخيرة ليؤسس صحيفة الأخبار اللبنانية التي صدر عددها الأول قبل اوانه في آب 2006 خلال العدوان الإسرائيلي علی لبنان.
غير ان تجربته مع الأخبار لم تدم طويلاً، فقد توفي سماحة اثر ذبحةٍ قلبية في لندن حيث ذهب ليعز صديقه حازم صاغية بفقدان زوجته مي غصوب.

## المؤلفات
- سلام عابر: نحو حل عربي للمسألة اليهودية (1993).
- قضاء لا قدر: في أخلاق الجمهورية الثانية (1996).

## وصلات خارجية
- جوزيف سماحة على موقع أرشيف الشارخ.
- بلا ضفاف، موقع اصدقاء جوزف سماحة
- الموقع الرسمى لجريدة الأخبار